# Lettweiler
Lettweiler ist eine Ortsgemeinde im Landkreis Bad Kreuznach in Rheinland-Pfalz. Sie gehört der Verbandsgemeinde Nahe-Glan an.

## Geographie
Das noch weitgehend erhaltene Straßendorf liegt im Nordpfälzer Bergland in einem Seitental des Glan. Im Norden befindet sich Odernheim am Glan, im Osten Obermoschel, im Süden Unkenbach und westlich liegt Rehborn.
Etwa drei Kilometer (Luftlinie) östlich des Ortskerns liegt die zu Lettweiler gehörende, von Mennoniten begründete Siedlung Neudorferhof. Ebenfalls zur Gemeinde zählt der Wohnplatz Nachtweiderhof.

## Geschichte
Der Ort wurde um das Jahr 1194 unter dem Namen „Litwilre“ erstmals urkundlich erwähnt. Werner II. von Bolanden hatte das Dorf vom Mainzer Erzbischof zu Lehen. In den folgenden Jahrhunderten wechselten die Herrschaftsverhältnisse mehrmals.
Im Jahr 1603 wurde das Dorf von Nassau-Saarbrücken an Pfalz-Zweibrücken abgetreten, bei dem es bis zum Ende des 18. Jahrhunderts blieb.
Von 1798 bis 1814 gehörte der Ort zum Kanton Obermoschel im Departement Donnersberg.
Nach dem Wiener Kongress kam Lettweiler 1816 zum Rheinkreis im Königreich Bayern, wo es in der Pfalz (Bayern) bis zum Ende des Zweiten Weltkriegs verblieb. Bei der rheinland-pfälzischen Verwaltungsreform 1969 wurde es vom Landkreis Rockenhausen in den Landkreis Bad Kreuznach umgegliedert.

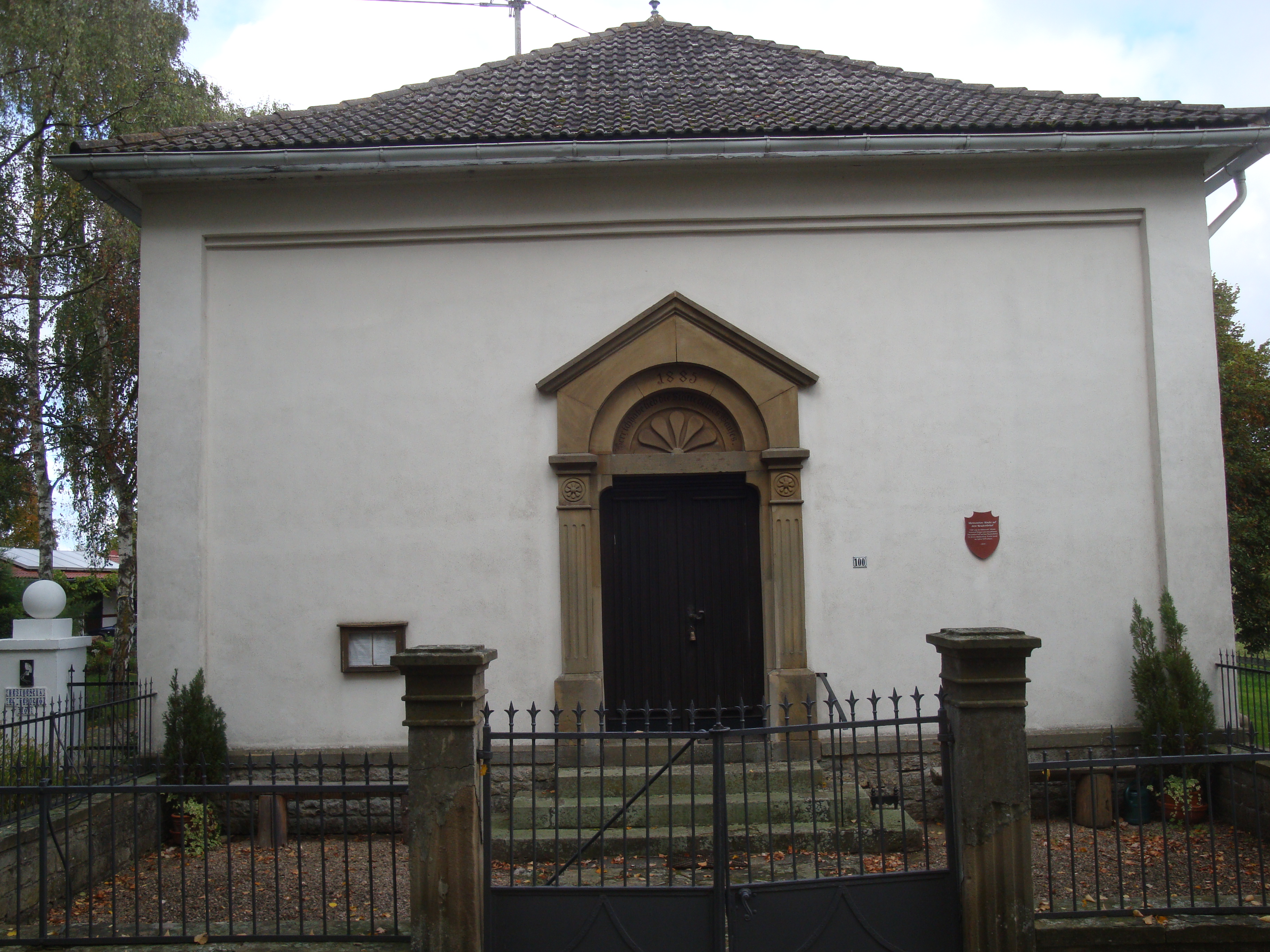
Mennonitenkirche auf dem Neudorferhof

Die evangelische bzw. die römisch-katholischen Kirchengemeinden Lettweilers (Pfarramt Odernheim/Dekanat Obermoschel) gehören zur Evangelischen Kirche der Pfalz und zum Bistum Speyer.
Seit 1889 befindet sich im Ortsteil Neudorferhof eine Mennonitenkirche, deren Gemeinde über die Arbeitsgemeinschaft Südwestdeutscher Mennonitengemeinden zur Arbeitsgemeinschaft Mennonitischer Gemeinden in Deutschland gehört. Im Jahr 2019 gehörten ihr 28 Mitglieder an; in dieser Zahl sind Kinder und Jugendliche nicht enthalten, da Mennoniten nur Menschen taufen bzw. als Mitglieder aufnehmen, die dieses nach ihrer persönlichen Entscheidung wünschen.
Statistik zur Einwohnerentwicklung
Die Entwicklung der Einwohnerzahl von Lettweiler, die Werte von 1871 bis 1987 beruhen auf Volkszählungen:
| Jahr | Einwohner |
| ---- | --------- |
| 1815 | 382       |
| 1835 | 466       |
| 1871 | 529       |
| 1905 | 509       |
| 1939 | 380       |

| Jahr | Einwohner |
| ---- | --------- |
| 1950 | 426       |
| 1961 | 339       |
| 1970 | 311       |
| 1987 | 241       |
| 2005 | 249       |

| Jahr | Einwohner |
| ---- | --------- |
| 2011 | 224       |
| 2017 | 205       |
| 2022 | 204       |

## Politik

### Bürgermeister
Ortsbürgermeister seit 2019 ist Volker Wagner. Er ist Nachfolger von Hans-Werner Lamb.

## Wirtschaft und Infrastruktur
Lettweiler besitzt eine alte Weinbautradition. Die Weinberge gehören zum Weinbaugebiet Nahe.
In Lettweiler gibt es einen Sportplatz und eine Mehrzweckhalle. Im Südosten verläuft die Bundesstraße 420. In Staudernheim ist ein Bahnhof der Bahnstrecke Bingen–Saarbrücken.